# Antoine Bello
(Antoine Bello, Gli illuminati)
Antoine Bello (Boston, 25 marzo 1970) è uno scrittore e imprenditore francese, autore di diversi romanzi e racconti. È noto principalmente per la saga in due volumi sulle avventure di Sliv Dartunghuver, pubblicata in Italia da Fazi Editore.

## Biografia

### Studi e attività imprenditoriale
Nato da genitori francesi a Boston (motivo per cui gode anche della cittadinanza statunitense), Antoine Bello trascorre la gioventù in Francia, dove avvia studi di natura commerciale, diplomandosi nel 1991 all'HEC Paris. Presso questo istituto terrà inoltre in futuro un corso ("Create your own company") che lo porterà a venire insignito dell'HEC Vernimmen Teaching Awards, prestigioso premio all'eccellenza dell'insegnamento di materie commerciali.
Già durante gli anni di studio presso l'HEC Paris fonda Hors Ligne, più tardi ribattezzata Ubiqus, società specializzata nell'organizzazione di riunioni e nella redazione di resoconti scritti per meeting planner: attualmente Ubiqus (non più sotto la guida di Bello, che vi ha dedicato quindici anni della propria vita) vanta sedi legali nei principali paesi europei statunitensi, diverse centinaia di dipendenti e un turnover di circa 60 milioni di euro.
Nel 2007 Bello ha fondato Rankopedia, sito web nel quale gli utenti possono creare profili personali e classifiche su qualsiasi cosa, dalla musica allo sport, dalla politica al cinema: negli ultimi anni la comunità è cresciuta fino a contare più di 30.000 membri e 600.000 votazioni .

### Attività letteraria
Parallelamente alla vita professionale e alla fondazione di Ubiqus e Rankopedia, Bello si è dedicato, fin dalla gioventù, ad un'intensa produzione letteraria: nel 1990, a soli vent'anni, scrive Amérique, romanzo che però viene rifiutato dagli editori e che sarà pubblicato solo nel 2012.
Diversi suoi racconti (tra cui Manikin 100, vincitore nel 1993 del Prix du Jeune Ecrivain) confluiscono nella raccolta del 1996 Les funambules, prima vera pubblicazione di Bello, composta, oltre che da Manikin 100, da Soltino (la storia di un funambolo ossessionato dalla propria attività), dal fantascientifico Go Ganymède!, da Le dossier Krybolski,  di chiara ambientazione fanta-spionistica e da L'année Zu, articolo fittizio (di una rivista francese di filologia altrettanto fittizia) sull'eccezionale destino dello scrittore Maximilian Zu.
Edito da Gallimard, Les funambules vince nello stesso anno il Prix de la Vocation Bleustein Blanchet.
Nel 1998 esce, sempre per Gallimard, Éloge de la pièce manquante (Elogio del pezzo mancante nella traduzione italiana), romanzo giallo su un assassino che uccide i membri del circolo di "Puzzle veloce", amputando loro gli arti e sostituendoli con una Polaroid del pezzo mancante. Il romanzo, finalista del Prix Novembre del 1998  (poi vinto da Le particelle elementari di Michel Houellebecq), è tradotto in una dozzina di lingue e fa conoscere Bello anche al di fuori del panorama letterario francese.
Il successo arriva però con il dittico formato da Les falsificateurs (I falsificatori) del 2007 e Les éclaireurs (Gli illuminati) del 2009, con i quali Antoine Bello dà vita alla saga avente come protagonista il geografo islandese Sliv Dartunghuver e la sua ascesa all'interno del misterioso CFR (Consorzio per la Falsificazione della Realtà), ente che da tempo immemore reinventa occultamente la realtà per finalità e scopi che sono ignoti ai suoi stessi membri. 
I due romanzi, di grande successo (I falsificatori ha venduto solo in Francia più di 100 000 copie), si caratterizzano per un'ambientazione distopica, quasi orwelliana, in cui convivono riferimenti tanto alla fantascienza di Philip K. Dick quanto alle atmosfere thriller di Le Carré, passando per le riflessioni sul labile confine tra realtà e finzione presenti nelle opere di Borges e Vargas Llosa. Entrambi i romanzi hanno ottenuto numerose critiche positive in virtù della capacità di Bello di dare vita, come affermato per La Repubblica da Fabio Gambaro (saggista e critico, corrispondente da Parigi), ad una "narrazione paranoica sul potere illimitato della disinformazione, ma anche elogio dell'utopia letteraria e dei suoi universi sconfinati", senza mai eccedere in teorie complottistiche.
Il ritorno al genere poliziesco avviene nel 2010, con la pubblicazione di Enquête sur la disparition d'Emilie Brunet, inteso come omaggio ad Agatha Christie e ad Edgar Allan Poe, nel quale è narrata l'investigazione di Achille Dunot, detective affetto da amnesia anterograda, chiamato ad indagare sulla scomparsa di una delle donne più ricche di Francia.
Dopo più di due anni, Antoine Bello, oltre a pubblicare Amérique e una nuova raccolta di racconti (L'Actualité, Légendes, Reclus e En fuite) in formato elettronico, si dedica alla redazione di un nuovo romanzo, Mateo, che vede la luce nel gennaio 2013: l'opera, romanzo di formazione su un giovane talento del calcio, vuole riflettere sul bilanciamento tra virtù e impegno e l'importanza di un giusto uso dei talenti di cui ognuno dispone. Questo romanzo, così come Enquête sur la disparition d'Emilie Brunet, Amérique ed entrambe le raccolte di racconti, non è ancora stato tradotto in Italiano.

## Vita privata
Bello, dopo aver lavorato e vissuto per anni tra Francia, Svezia e Giappone, si è trasferito a New York, dove vive con la moglie e quattro figli.
Nel 2012 ha suscitato scalpore appoggiando apertamente la campagna politica di Nicolas Sarkozy, del quale un anno dopo si è dichiarato estremamente soddisfatto, sottolineando come d'altra parte la sinistra francese (rappresentata dal Partito Socialista) sia "abbastanza patetica" e incapace di riformarsi.

## Opere

### Romanzi
- Amérique (1990, pubblicato solo nel 2012)
- Elogio del pezzo mancante (Éloge de la pièce manquante, Bompiani 1996)
- I falsificatori (Les falsificateurs, Fazi Editore 2007)
- Gli illuminati (Les Éclaireurs, Fazi Editore 2009)
- Enquête sur la disparition d'Émilie Brunet (2010)
- Mateo (2013).

### Raccolte di racconti
- Les funambules (Manikin 100, Soltino, Go Ganymède!, Le dossier Krybolski e L'année Zu) (1996).
- L'actualité, Légendes, Reclus e En fuite (2012)

## Riconoscimenti
- 1993 : Prix du Jeune Ecrivain Francophone per il racconto Manikin 100 [4]
- 1996 : Prix Littéraire de la Vocation Marcel Bleustein-Blanchet per la raccolta Les Funambules [5]
- 1999 : Finalista del Prix Novembre per Elogio del pezzo mancante [6]
- 2009 : Prix France Culture-Télérama per Gli illuminati [10]